# Цзинь Цзиндао
Цзинь Цзиндао (кит. упр. 金敬道, пиньинь Jīn Jìngdào; род. 18 ноября 1992, Яньцзи, Гирин) — китайский футболист, полузащитник.

## Клубная карьера
Цзинь Цзиндао начал футбольную карьеру в 2010 году в команде «Яньбянь Фудэ». Дебютировал за основной состав клуба 17 апреля 2010 года в матче против «Гуандун Жичжицюань», а его команда одержала победу со счётом 1—0. Забил первый гол 15 мая 2010 года в матче против «Пудун Зобон», а команда победила со счётом 2—1. В январе 2012 года Цзинь перешёл в «Шэньян Шэньбэй», трансферная стоимость составила 2,3 млн. юаней. 
27 февраля 2013 года перешёл в клуб Суперлиги Китая «Шаньдун Лунэн». Дебютировал за новую команду 16 мартм 2013 года в матче против «Чанчунь Ятай», а команда победила со счётом 2—0. В дебютном сезоне выходил на поле в 18 матчах и получил награду Китайской футбольной ассоциации лучшему молодому игроку. 8 сентября 2016 года Цзинь был отстранен от матчей на 60 дней Азиатской конфедерацией футбола после положительного теста на запрещенный препарат Кленбутерол в матче Лиги чемпионов АФК 2016 года против ФК «Сеул». 4 ноября 2016 года получил последний запрет на выступления в течение восьми месяцев, который позже был сокращен до трёх и закончился 8 декабря 2016 года. 9 июля 2017 года Цзинь забил первый гол в Суперлиги в матче против «Тяньцзинь Тэда», а команда одержала победу со счётом 2—0.

## Международная карьера
В июне 2009 года Цзинь вызывался в молодёжную сборную Китая по футболу для игроков не старше 20 лет, а также был выбран главным тренером Су Маочжэнем в качестве капитана команды. Также в 2010 году провёл несколько матчей на чемпионате Азии по футболу для юношей не старше 19 лет. 26 марта 2011 года дебютировал за первую национальную сборную в матче против команды Коста-Рики, который закончился со счётом 2—2.

### Международная статистика
| Китай | Китай | Китай |
| Год   | Матчи | Голы  |
| ----- | ----- | ----- |
| 2011  | 1     | 0     |
| 2012  | 0     | 0     |
| 2013  | 1     | 0     |
| 2014  | 0     | 0     |
| 2015  | 0     | 0     |
| 2016  | 0     | 0     |
| 2017  | 0     | 0     |
| 2018  | 5     | 0     |
| 2019  | 3     | 0     |
| Всего | 10    | 0     |

## Достижения

### Клубные
Шаньдун Лунэн
- Обладатель Кубка КФА: 2014
- Суперкубка КФА: 2015

### Индивидуальные
- Лучший молодой игрок КФА : 2013
- Сборная Суперлиги : 2018